# Volta à Califórnia de 2018
A 13.ª edição da Volta à Califórnia (oficialmente: Amgen Tour of Califórnia) celebrou-se nos Estados Unidos entre 13 e 19 de maio de 2018 iniciando com um circuito urbano na cidade de Long Beach e finalizando com outro circuito urbano na cidade de Sacramento no estado de Califórnia. O percurso consta de um total de 7 etapas sobre uma distância total de 1039,7 km.
A corrida faz parte do UCI World Tour de 2018 calendário ciclístico de máximo nível mundial, sendo a vigésimo segunda corrida de dito circuito.

## Equipas participantes
Tomaram a partida um total de 22 equipas dos quais assistiram por direito próprio as 18 equipas UCI WorldTeam e 4 equipas de categoria Profissional Continental por convite directo dos organizadores da prova, todos dos Estados Unidos. Os 4 equipas convidadas foram: o Hagens Berman-Axeon, o Holowesko Citadel, o  Rally e o UnitedHealthcare.
| Equipes WorldTeam (13)- AG2R La Mondiale - BMC Racing Team - Bora-Hansgrohe - Dimension Data - EF Education First-Drapac p/b Cannondale - Katusha-Alpecin - Lotto NL-Jumbo - Mitchelton-Scott - Quick-Step Floors - Sky - Team Sunweb - Trek-Segafredo - UAE Team Emirates Equipes profissionais Continentais (4)- Hagens Berman Axeon - Holowesko-Citadel - Rally Cycling - UnitedHealthcare |
| |

## Percurso
A Volta à Califórnia dispôs de sete etapas para um percurso total de 1039,7 quilómetros, dividido numa contrarrelógio individual, uma etapa escarpada, uma etapa em media montanha, duas etapas de alta montanha, e duas etapa planas.
| Etapa | Data    | Percurso                                    | type                      | Distância (km) | Vencedor           | Líder geral        |
| ----- | ------- | ------------------------------------------- | ------------------------- | -------------- | ------------------ | ------------------ |
| 1     | 13 mai. | Long Beach – Long Beach                     | etapa plana               | 134,5          | Fernando Gaviria   | Fernando Gaviria   |
| 2     | 14 mai. | Ventura – Condado de Santa Bárbara          | alta montanha             | 155            | Egan Bernal        | Egan Bernal        |
| 3     | 15 mai. | King City – WeatherTech Raceway Laguna Seca | média montanha            | 197            | Toms Skujiņš       | Egan Bernal        |
| 4     | 16 mai. | São José – Morgan Hill                      | contrarrelógio individual | 34,7           | Tejay van Garderen | Tejay van Garderen |
| 5     | 17 mai. | Stockton – Elk Grove                        | etapa plana               | 176            | Fernando Gaviria   | Tejay van Garderen |
| 6     | 18 mai. | Folsom – South Lake Tahoe                   | alta montanha             | 196,5          | Egan Bernal        | Egan Bernal        |
| 7     | 19 mai. | Sacramento – Sacramento                     | etapa plana               | 146            | Fernando Gaviria   | Egan Bernal        |

### 1.ª etapa
Long Beach – Long Beach (134,5 km)
| \| Classificação por etapas \| Classificação por etapas \| Classificação por etapas \| Classificação por etapas \| Classificação por etapas \| \| Ciclista \| Ciclista \| Equipe \| Tempo \| \| \| ------------------------ \| ------------------------ \| ------------------------ \| ------------------------ \| ------------------------ \| \| 1. \| Fernando Gaviria \| Quick-Step Floors \| 3h02m23s \| \| \| 2. \| Caleb Ewan \| Mitchelton-Scott \| + 0s \| \| \| 3. \| Peter Sagan \| Bora-Hansgrohe \| + 0s \| \| \| 4. \| Marcel Kittel \| Katusha-Alpecin \| + 0s \| \| \| 5. \| Alexander Kristoff \| UAE Team Emirates \| + 0s \| \| \| 6. \| Jasper Philipsen \| Hagens Berman Axeon \| + 0s \| \| \| 7. \| Kiel Reijnen \| Trek-Segafredo \| + 0s \| \| \| 8. \| Max Walscheid \| Team Sunweb \| + 0s \| \| \| 9. \| Tyler Magner \| Rally Cycling \| + 0s \| \| \| 10. \| Mark Cavendish \| Dimension Data \| + 0s \| \| |                    |                     |          |
| |                    |                     |          |
| Fonte: ProCyclingStats |                    |                     |          |
| Classificação por etapas |                    |                     |          |
| Ciclista | Ciclista           | Equipe              | Tempo    |
| 1. | Fernando Gaviria   | Quick-Step Floors   | 3h02m23s |
| 2. | Caleb Ewan         | Mitchelton-Scott    | + 0s     |
| 3. | Peter Sagan        | Bora-Hansgrohe      | + 0s     |
| 4. | Marcel Kittel      | Katusha-Alpecin     | + 0s     |
| 5. | Alexander Kristoff | UAE Team Emirates   | + 0s     |
| 6. | Jasper Philipsen   | Hagens Berman Axeon | + 0s     |
| 7. | Kiel Reijnen       | Trek-Segafredo      | + 0s     |
| 8. | Max Walscheid      | Team Sunweb         | + 0s     |
| 9. | Tyler Magner       | Rally Cycling       | + 0s     |
| 10. | Mark Cavendish     | Dimension Data      | + 0s     |

| \| Classificação geral \| Classificação geral \| Classificação geral \| Classificação geral \| Classificação geral \| \| Ciclista \| Ciclista \| Equipe \| Tempo \| \| \| ------------------- \| ------------------- \| ------------------- \| ------------------- \| ------------------- \| \| 1. \| Fernando Gaviria \| Quick-Step Floors \| 3h02m13s \| \| \| 2. \| Caleb Ewan \| Mitchelton-Scott \| + 4s \| \| \| 3. \| Tanner Putt \| UnitedHealthcare \| + 4s \| \| \| 4. \| Peter Sagan \| Bora-Hansgrohe \| + 6s \| \| \| 5. \| Andrei Krasilnikau \| Holowesko Citadel \| + 6s \| \| \| 6. \| Mark Cavendish \| Dimension Data \| + 9s \| \| \| 7. \| Álvaro Hodeg \| Quick-Step Floors \| + 9s \| \| \| 8. \| Marcel Kittel \| Katusha-Alpecin \| + 10s \| \| \| 9. \| Alexander Kristoff \| UAE Team Emirates \| + 10s \| \| \| 10. \| Jasper Philipsen \| Hagens Berman Axeon \| + 10s \| \| |                    |                     |          |
| |                    |                     |          |
| Fonte: ProCyclingStats |                    |                     |          |
| Classificação geral |                    |                     |          |
| Ciclista | Ciclista           | Equipe              | Tempo    |
| 1. | Fernando Gaviria   | Quick-Step Floors   | 3h02m13s |
| 2. | Caleb Ewan         | Mitchelton-Scott    | + 4s     |
| 3. | Tanner Putt        | UnitedHealthcare    | + 4s     |
| 4. | Peter Sagan        | Bora-Hansgrohe      | + 6s     |
| 5. | Andrei Krasilnikau | Holowesko Citadel   | + 6s     |
| 6. | Mark Cavendish     | Dimension Data      | + 9s     |
| 7. | Álvaro Hodeg       | Quick-Step Floors   | + 9s     |
| 8. | Marcel Kittel      | Katusha-Alpecin     | + 10s    |
| 9. | Alexander Kristoff | UAE Team Emirates   | + 10s    |
| 10. | Jasper Philipsen   | Hagens Berman Axeon | + 10s    |

### 2.ª etapa
Ventura – Condado de Santa Bárbara (155 km)
| \| Classificação por etapas \| Classificação por etapas \| Classificação por etapas \| Classificação por etapas \| Classificação por etapas \| \| Ciclista \| Ciclista \| Equipe \| Tempo \| \| \| ------------------------ \| ------------------------ \| ------------------------- \| ------------------------ \| ------------------------ \| \| 1. \| Egan Bernal \| Team Sky \| 4h14m00s \| \| \| 2. \| Rafał Majka \| Bora-Hansgrohe \| + 21s \| \| \| 3. \| Adam Yates \| Mitchelton-Scott \| + 25s \| \| \| 4. \| Antwan Tolhoek \| LottoNL-Jumbo \| + 30s \| \| \| 5. \| Daniel Felipe Martínez \| EF Education First-Drapac \| + 30s \| \| \| 6. \| Kristijan Đurasek \| UAE Team Emirates \| + 30s \| \| \| 7. \| Mathias Frank \| AG2R La Mondiale \| + 40s \| \| \| 8. \| Tejay van Garderen \| BMC Racing Team \| + 50s \| \| \| 9. \| Edward Ravasi \| UAE Team Emirates \| + 59s \| \| \| 10. \| Ruben Guerreiro \| Trek-Segafredo \| + 1m01s \| \| |                        |                           |          |
| |                        |                           |          |
| Fonte: ProCyclingStats |                        |                           |          |
| Classificação por etapas |                        |                           |          |
| Ciclista | Ciclista               | Equipe                    | Tempo    |
| 1. | Egan Bernal            | Team Sky                  | 4h14m00s |
| 2. | Rafał Majka            | Bora-Hansgrohe            | + 21s    |
| 3. | Adam Yates             | Mitchelton-Scott          | + 25s    |
| 4. | Antwan Tolhoek         | LottoNL-Jumbo             | + 30s    |
| 5. | Daniel Felipe Martínez | EF Education First-Drapac | + 30s    |
| 6. | Kristijan Đurasek      | UAE Team Emirates         | + 30s    |
| 7. | Mathias Frank          | AG2R La Mondiale          | + 40s    |
| 8. | Tejay van Garderen     | BMC Racing Team           | + 50s    |
| 9. | Edward Ravasi          | UAE Team Emirates         | + 59s    |
| 10. | Ruben Guerreiro        | Trek-Segafredo            | + 1m01s  |

| \| Classificação geral \| Classificação geral \| Classificação geral \| Classificação geral \| Classificação geral \| \| Ciclista \| Ciclista \| Equipe \| Tempo \| \| \| ------------------- \| ---------------------- \| ------------------------- \| ------------------- \| ------------------- \| \| 1. \| Egan Bernal \| Team Sky \| 7h16m13s \| \| \| 2. \| Rafał Majka \| Bora-Hansgrohe \| + 25s \| \| \| 3. \| Adam Yates \| Mitchelton-Scott \| + 31s \| \| \| 4. \| Antwan Tolhoek \| LottoNL-Jumbo \| + 40s \| \| \| 5. \| Kristijan Đurasek \| UAE Team Emirates \| + 40s \| \| \| 6. \| Daniel Felipe Martínez \| EF Education First-Drapac \| + 40s \| \| \| 7. \| Mathias Frank \| AG2R La Mondiale \| + 50s \| \| \| 8. \| Tejay van Garderen \| BMC Racing Team \| + 1m00s \| \| \| 9. \| Edward Ravasi \| UAE Team Emirates \| + 1m09s \| \| \| 10. \| Ruben Guerreiro \| Trek-Segafredo \| + 1m11s \| \| |                        |                           |          |
| |                        |                           |          |
| Fonte: ProCyclingStats |                        |                           |          |
| Classificação geral |                        |                           |          |
| Ciclista | Ciclista               | Equipe                    | Tempo    |
| 1. | Egan Bernal            | Team Sky                  | 7h16m13s |
| 2. | Rafał Majka            | Bora-Hansgrohe            | + 25s    |
| 3. | Adam Yates             | Mitchelton-Scott          | + 31s    |
| 4. | Antwan Tolhoek         | LottoNL-Jumbo             | + 40s    |
| 5. | Kristijan Đurasek      | UAE Team Emirates         | + 40s    |
| 6. | Daniel Felipe Martínez | EF Education First-Drapac | + 40s    |
| 7. | Mathias Frank          | AG2R La Mondiale          | + 50s    |
| 8. | Tejay van Garderen     | BMC Racing Team           | + 1m00s  |
| 9. | Edward Ravasi          | UAE Team Emirates         | + 1m09s  |
| 10. | Ruben Guerreiro        | Trek-Segafredo            | + 1m11s  |

### 3.ª etapa
King City – Lagoa Seca (197 km)
| \| Classificação por etapas \| Classificação por etapas \| Classificação por etapas \| Classificação por etapas \| Classificação por etapas \| \| Ciclista \| Ciclista \| Equipe \| Tempo \| \| \| ------------------------ \| ------------------------ \| ------------------------- \| ------------------------ \| ------------------------ \| \| 1. \| Toms Skujiņš \| Trek-Segafredo \| 4h52m47s \| \| \| 2. \| Sean Bennett \| Hagens Berman Axeon \| + 3s \| \| \| 3. \| Caleb Ewan \| Mitchelton-Scott \| + 8s \| \| \| 4. \| Peter Sagan \| Bora-Hansgrohe \| + 8s \| \| \| 5. \| Egan Bernal \| Team Sky \| + 8s \| \| \| 6. \| Adam Yates \| Mitchelton-Scott \| + 8s \| \| \| 7. \| Alex Howes \| EF Education First-Drapac \| + 8s \| \| \| 8. \| Tom Slagter \| Dimension Data \| + 8s \| \| \| 9. \| Brent Bookwalter \| BMC Racing Team \| + 8s \| \| \| 10. \| William Barta \| Hagens Berman Axeon \| + 8s \| \| |                  |                           |          |
| |                  |                           |          |
| Fonte: ProCyclingStats |                  |                           |          |
| Classificação por etapas |                  |                           |          |
| Ciclista | Ciclista         | Equipe                    | Tempo    |
| 1. | Toms Skujiņš     | Trek-Segafredo            | 4h52m47s |
| 2. | Sean Bennett     | Hagens Berman Axeon       | + 3s     |
| 3. | Caleb Ewan       | Mitchelton-Scott          | + 8s     |
| 4. | Peter Sagan      | Bora-Hansgrohe            | + 8s     |
| 5. | Egan Bernal      | Team Sky                  | + 8s     |
| 6. | Adam Yates       | Mitchelton-Scott          | + 8s     |
| 7. | Alex Howes       | EF Education First-Drapac | + 8s     |
| 8. | Tom Slagter      | Dimension Data            | + 8s     |
| 9. | Brent Bookwalter | BMC Racing Team           | + 8s     |
| 10. | William Barta    | Hagens Berman Axeon       | + 8s     |

| \| Classificação geral \| Classificação geral \| Classificação geral \| Classificação geral \| Classificação geral \| \| Ciclista \| Ciclista \| Equipe \| Tempo \| \| \| ------------------- \| ---------------------- \| ------------------------- \| ------------------- \| ------------------- \| \| 1. \| Egan Bernal \| Team Sky \| 12h09m08s \| \| \| 2. \| Rafał Majka \| Bora-Hansgrohe \| + 25s \| \| \| 3. \| Adam Yates \| Mitchelton-Scott \| + 31s \| \| \| 4. \| Antwan Tolhoek \| LottoNL-Jumbo \| + 40s \| \| \| 5. \| Kristijan Đurasek \| UAE Team Emirates \| + 40s \| \| \| 6. \| Daniel Felipe Martínez \| EF Education First-Drapac \| + 40s \| \| \| 7. \| Mathias Frank \| AG2R La Mondiale \| + 50s \| \| \| 8. \| Tejay van Garderen \| BMC Racing Team \| + 1m00s \| \| \| 9. \| Ruben Guerreiro \| Trek-Segafredo \| + 1m11s \| \| \| 10. \| Laurens De Plus \| Quick-Step Floors \| + 1m14s \| \| |                        |                           |           |
| |                        |                           |           |
| Fonte: ProCyclingStats |                        |                           |           |
| Classificação geral |                        |                           |           |
| Ciclista | Ciclista               | Equipe                    | Tempo     |
| 1. | Egan Bernal            | Team Sky                  | 12h09m08s |
| 2. | Rafał Majka            | Bora-Hansgrohe            | + 25s     |
| 3. | Adam Yates             | Mitchelton-Scott          | + 31s     |
| 4. | Antwan Tolhoek         | LottoNL-Jumbo             | + 40s     |
| 5. | Kristijan Đurasek      | UAE Team Emirates         | + 40s     |
| 6. | Daniel Felipe Martínez | EF Education First-Drapac | + 40s     |
| 7. | Mathias Frank          | AG2R La Mondiale          | + 50s     |
| 8. | Tejay van Garderen     | BMC Racing Team           | + 1m00s   |
| 9. | Ruben Guerreiro        | Trek-Segafredo            | + 1m11s   |
| 10. | Laurens De Plus        | Quick-Step Floors         | + 1m14s   |

### 4.ª etapa
San José – San José (34,7 km)
| \| Classificação por etapas \| Classificação por etapas \| Classificação por etapas \| Classificação por etapas \| Classificação por etapas \| \| Ciclista \| Ciclista \| Equipe \| Tempo \| \| \| ------------------------ \| ------------------------ \| ------------------------- \| ------------------------ \| ------------------------ \| \| 1. \| Tejay van Garderen \| BMC Racing Team \| 40m47s \| \| \| 2. \| Patrick Bevin \| BMC Racing Team \| + 7s \| \| \| 3. \| Tao Geoghegan Hart \| Team Sky \| + 32s \| \| \| 4. \| Lawson Craddock \| EF Education First-Drapac \| + 46s \| \| \| 5. \| Filippo Ganna \| UAE Team Emirates \| + 49s \| \| \| 6. \| Mikkel Bjerg \| Hagens Berman Axeon \| + 53s \| \| \| 7. \| Jack Bauer \| Mitchelton-Scott \| + 55s \| \| \| 8. \| Neilson Powless \| LottoNL-Jumbo \| + 56s \| \| \| 9. \| Maciej Bodnar \| Bora-Hansgrohe \| + 57s \| \| \| 10. \| Daniel Felipe Martínez \| EF Education First-Drapac \| + 57s \| \| |                        |                           |        |
| |                        |                           |        |
| Fonte: ProCyclingStats |                        |                           |        |
| Classificação por etapas |                        |                           |        |
| Ciclista | Ciclista               | Equipe                    | Tempo  |
| 1. | Tejay van Garderen     | BMC Racing Team           | 40m47s |
| 2. | Patrick Bevin          | BMC Racing Team           | + 7s   |
| 3. | Tao Geoghegan Hart     | Team Sky                  | + 32s  |
| 4. | Lawson Craddock        | EF Education First-Drapac | + 46s  |
| 5. | Filippo Ganna          | UAE Team Emirates         | + 49s  |
| 6. | Mikkel Bjerg           | Hagens Berman Axeon       | + 53s  |
| 7. | Jack Bauer             | Mitchelton-Scott          | + 55s  |
| 8. | Neilson Powless        | LottoNL-Jumbo             | + 56s  |
| 9. | Maciej Bodnar          | Bora-Hansgrohe            | + 57s  |
| 10. | Daniel Felipe Martínez | EF Education First-Drapac | + 57s  |

| \| Classificação geral \| Classificação geral \| Classificação geral \| Classificação geral \| Classificação geral \| \| Ciclista \| Ciclista \| Equipe \| Tempo \| \| \| ------------------- \| ---------------------- \| ------------------------- \| ------------------- \| ------------------- \| \| 1. \| Tejay van Garderen \| BMC Racing Team \| 12h50m55s \| \| \| 2. \| Egan Bernal \| Team Sky \| + 23s \| \| \| 3. \| Daniel Felipe Martínez \| EF Education First-Drapac \| + 37s \| \| \| 4. \| Tao Geoghegan Hart \| Team Sky \| + 52s \| \| \| 5. \| Adam Yates \| Mitchelton-Scott \| + 1m07s \| \| \| 6. \| Rafał Majka \| Bora-Hansgrohe \| + 1m29s \| \| \| 7. \| Brandon McNulty \| Rally Cycling \| + 2m08s \| \| \| 8. \| Laurens De Plus \| Quick-Step Floors \| + 2m13s \| \| \| 9. \| Kristijan Đurasek \| UAE Team Emirates \| + 2m15s \| \| \| 10. \| Brent Bookwalter \| BMC Racing Team \| + 2m34s \| \| |                        |                           |           |
| |                        |                           |           |
| Fonte: ProCyclingStats |                        |                           |           |
| Classificação geral |                        |                           |           |
| Ciclista | Ciclista               | Equipe                    | Tempo     |
| 1. | Tejay van Garderen     | BMC Racing Team           | 12h50m55s |
| 2. | Egan Bernal            | Team Sky                  | + 23s     |
| 3. | Daniel Felipe Martínez | EF Education First-Drapac | + 37s     |
| 4. | Tao Geoghegan Hart     | Team Sky                  | + 52s     |
| 5. | Adam Yates             | Mitchelton-Scott          | + 1m07s   |
| 6. | Rafał Majka            | Bora-Hansgrohe            | + 1m29s   |
| 7. | Brandon McNulty        | Rally Cycling             | + 2m08s   |
| 8. | Laurens De Plus        | Quick-Step Floors         | + 2m13s   |
| 9. | Kristijan Đurasek      | UAE Team Emirates         | + 2m15s   |
| 10. | Brent Bookwalter       | BMC Racing Team           | + 2m34s   |

### 5.ª etapa
Stockton – Elk Grove (176 km)
| \| Classificação por etapas \| Classificação por etapas \| Classificação por etapas \| Classificação por etapas \| Classificação por etapas \| \| Ciclista \| Ciclista \| Equipe \| Tempo \| \| \| ------------------------ \| ------------------------ \| ------------------------ \| ------------------------ \| ------------------------ \| \| 1. \| Fernando Gaviria \| Quick-Step Floors \| 4m05s \| \| \| 2. \| Caleb Ewan \| Mitchelton-Scott \| + 0s \| \| \| 3. \| Peter Sagan \| Bora-Hansgrohe \| + 0s \| \| \| 4. \| Rick Zabel \| Katusha-Alpecin \| + 0s \| \| \| 5. \| John Murphy \| Holowesko Citadel \| + 0s \| \| \| 6. \| Sean Bennett \| Hagens Berman Axeon \| + 0s \| \| \| 7. \| Lucas Sebastián Haedo \| UnitedHealthcare \| + 0s \| \| \| 8. \| Ivo Oliveira \| Hagens Berman Axeon \| + 0s \| \| \| 9. \| Alexander Kristoff \| UAE Team Emirates \| + 0s \| \| \| 10. \| Travis McCabe \| UnitedHealthcare \| + 0s \| \| |                       |                     |       |
| |                       |                     |       |
| Fonte: ProCyclingStats |                       |                     |       |
| Classificação por etapas |                       |                     |       |
| Ciclista | Ciclista              | Equipe              | Tempo |
| 1. | Fernando Gaviria      | Quick-Step Floors   | 4m05s |
| 2. | Caleb Ewan            | Mitchelton-Scott    | + 0s  |
| 3. | Peter Sagan           | Bora-Hansgrohe      | + 0s  |
| 4. | Rick Zabel            | Katusha-Alpecin     | + 0s  |
| 5. | John Murphy           | Holowesko Citadel   | + 0s  |
| 6. | Sean Bennett          | Hagens Berman Axeon | + 0s  |
| 7. | Lucas Sebastián Haedo | UnitedHealthcare    | + 0s  |
| 8. | Ivo Oliveira          | Hagens Berman Axeon | + 0s  |
| 9. | Alexander Kristoff    | UAE Team Emirates   | + 0s  |
| 10. | Travis McCabe         | UnitedHealthcare    | + 0s  |

| \| Classificação geral \| Classificação geral \| Classificação geral \| Classificação geral \| Classificação geral \| \| Ciclista \| Ciclista \| Equipe \| Tempo \| \| \| ------------------- \| ---------------------- \| ------------------------- \| ------------------- \| ------------------- \| \| 1. \| Tejay van Garderen \| BMC Racing Team \| 16h55m29s \| \| \| 2. \| Egan Bernal \| Team Sky \| + 23s \| \| \| 3. \| Daniel Felipe Martínez \| EF Education First-Drapac \| + 37s \| \| \| 4. \| Adam Yates \| Mitchelton-Scott \| + 1m07s \| \| \| 5. \| Tao Geoghegan Hart \| Team Sky \| + 1m15s \| \| \| 6. \| Rafał Majka \| Bora-Hansgrohe \| + 1m29s \| \| \| 7. \| Brandon McNulty \| Rally Cycling \| + 2m08s \| \| \| 8. \| Laurens De Plus \| Quick-Step Floors \| + 2m13s \| \| \| 9. \| Kristijan Đurasek \| UAE Team Emirates \| + 2m15s \| \| \| 10. \| Brent Bookwalter \| BMC Racing Team \| + 2m34s \| \| |                        |                           |           |
| |                        |                           |           |
| Fonte: ProCyclingStats |                        |                           |           |
| Classificação geral |                        |                           |           |
| Ciclista | Ciclista               | Equipe                    | Tempo     |
| 1. | Tejay van Garderen     | BMC Racing Team           | 16h55m29s |
| 2. | Egan Bernal            | Team Sky                  | + 23s     |
| 3. | Daniel Felipe Martínez | EF Education First-Drapac | + 37s     |
| 4. | Adam Yates             | Mitchelton-Scott          | + 1m07s   |
| 5. | Tao Geoghegan Hart     | Team Sky                  | + 1m15s   |
| 6. | Rafał Majka            | Bora-Hansgrohe            | + 1m29s   |
| 7. | Brandon McNulty        | Rally Cycling             | + 2m08s   |
| 8. | Laurens De Plus        | Quick-Step Floors         | + 2m13s   |
| 9. | Kristijan Đurasek      | UAE Team Emirates         | + 2m15s   |
| 10. | Brent Bookwalter       | BMC Racing Team           | + 2m34s   |

### 6.ª etapa
Folsom – South Lake Tahoe (196,5 km)
| \| Classificação por etapas \| Classificação por etapas \| Classificação por etapas \| Classificação por etapas \| Classificação por etapas \| \| Ciclista \| Ciclista \| Equipe \| Tempo \| \| \| ------------------------ \| ------------------------ \| ------------------------- \| ------------------------ \| ------------------------ \| \| 1. \| Egan Bernal \| Team Sky \| 5h30m58s \| \| \| 2. \| Adam Yates \| Mitchelton-Scott \| + 1m28s \| \| \| 3. \| Tao Geoghegan Hart \| Team Sky \| + 1m30s \| \| \| 4. \| Brandon McNulty \| Rally Cycling \| + 1m33s \| \| \| 5. \| Jai Hindley \| Team Sunweb \| + 1m38s \| \| \| 6. \| Mathias Frank \| AG2R La Mondiale \| + 1m38s \| \| \| 7. \| Tejay van Garderen \| BMC Racing Team \| + 1m38s \| \| \| 8. \| Rafał Majka \| Bora-Hansgrohe \| + 1m45s \| \| \| 9. \| Edward Ravasi \| UAE Team Emirates \| + 1m46s \| \| \| 10. \| Daniel Felipe Martínez \| EF Education First-Drapac \| + 1m50s \| \| |                        |                           |          |
| |                        |                           |          |
| Fonte: ProCyclingStats |                        |                           |          |
| Classificação por etapas |                        |                           |          |
| Ciclista | Ciclista               | Equipe                    | Tempo    |
| 1. | Egan Bernal            | Team Sky                  | 5h30m58s |
| 2. | Adam Yates             | Mitchelton-Scott          | + 1m28s  |
| 3. | Tao Geoghegan Hart     | Team Sky                  | + 1m30s  |
| 4. | Brandon McNulty        | Rally Cycling             | + 1m33s  |
| 5. | Jai Hindley            | Team Sunweb               | + 1m38s  |
| 6. | Mathias Frank          | AG2R La Mondiale          | + 1m38s  |
| 7. | Tejay van Garderen     | BMC Racing Team           | + 1m38s  |
| 8. | Rafał Majka            | Bora-Hansgrohe            | + 1m45s  |
| 9. | Edward Ravasi          | UAE Team Emirates         | + 1m46s  |
| 10. | Daniel Felipe Martínez | EF Education First-Drapac | + 1m50s  |

| \| Classificação geral \| Classificação geral \| Classificação geral \| Classificação geral \| Classificação geral \| \| Ciclista \| Ciclista \| Equipe \| Tempo \| \| \| ------------------- \| ---------------------- \| ------------------------- \| ------------------- \| ------------------- \| \| 1. \| Egan Bernal \| Team Sky \| 22h26m40s \| \| \| 2. \| Tejay van Garderen \| BMC Racing Team \| + 1m25s \| \| \| 3. \| Daniel Felipe Martínez \| EF Education First-Drapac \| + 2m14s \| \| \| 4. \| Adam Yates \| Mitchelton-Scott \| + 2m16s \| \| \| 5. \| Tao Geoghegan Hart \| Team Sky \| + 2m28s \| \| \| 6. \| Rafał Majka \| Bora-Hansgrohe \| + 3m01s \| \| \| 7. \| Brandon McNulty \| Rally Cycling \| + 3m28s \| \| \| 8. \| Laurens De Plus \| Quick-Step Floors \| + 3m50s \| \| \| 9. \| Kristijan Đurasek \| UAE Team Emirates \| + 3m59s \| \| \| 10. \| Mathias Frank \| AG2R La Mondiale \| + 4m01s \| \| |                        |                           |           |
| |                        |                           |           |
| Fonte: ProCyclingStats |                        |                           |           |
| Classificação geral |                        |                           |           |
| Ciclista | Ciclista               | Equipe                    | Tempo     |
| 1. | Egan Bernal            | Team Sky                  | 22h26m40s |
| 2. | Tejay van Garderen     | BMC Racing Team           | + 1m25s   |
| 3. | Daniel Felipe Martínez | EF Education First-Drapac | + 2m14s   |
| 4. | Adam Yates             | Mitchelton-Scott          | + 2m16s   |
| 5. | Tao Geoghegan Hart     | Team Sky                  | + 2m28s   |
| 6. | Rafał Majka            | Bora-Hansgrohe            | + 3m01s   |
| 7. | Brandon McNulty        | Rally Cycling             | + 3m28s   |
| 8. | Laurens De Plus        | Quick-Step Floors         | + 3m50s   |
| 9. | Kristijan Đurasek      | UAE Team Emirates         | + 3m59s   |
| 10. | Mathias Frank          | AG2R La Mondiale          | + 4m01s   |

### 7.ª etapa
Sacramento – Sacramento (146 km)
| \| Classificação por etapas \| Classificação por etapas \| Classificação por etapas \| Classificação por etapas \| Classificação por etapas \| \| Ciclista \| Ciclista \| Equipe \| Tempo \| \| \| ------------------------ \| ------------------------ \| ------------------------- \| ------------------------ \| ------------------------ \| \| 1. \| Fernando Gaviria \| Quick-Step Floors \| 3h07m39s \| \| \| 2. \| Max Walscheid \| Team Sunweb \| + 0s \| \| \| 3. \| Caleb Ewan \| Mitchelton-Scott \| + 0s \| \| \| 4. \| Peter Sagan \| Bora-Hansgrohe \| + 0s \| \| \| 5. \| Miguel Bryon \| Holowesko Citadel \| + 0s \| \| \| 6. \| Alexander Kristoff \| UAE Team Emirates \| + 0s \| \| \| 7. \| Michael Rice \| Hagens Berman Axeon \| + 0s \| \| \| 8. \| Tyler Magner \| Rally Cycling \| + 0s \| \| \| 9. \| Daniel McLay \| EF Education First-Drapac \| + 0s \| \| \| 10. \| Kiel Reijnen \| Trek-Segafredo \| + 0s \| \| |                    |                           |          |
| |                    |                           |          |
| Fonte: ProCyclingStats |                    |                           |          |
| Classificação por etapas |                    |                           |          |
| Ciclista | Ciclista           | Equipe                    | Tempo    |
| 1. | Fernando Gaviria   | Quick-Step Floors         | 3h07m39s |
| 2. | Max Walscheid      | Team Sunweb               | + 0s     |
| 3. | Caleb Ewan         | Mitchelton-Scott          | + 0s     |
| 4. | Peter Sagan        | Bora-Hansgrohe            | + 0s     |
| 5. | Miguel Bryon       | Holowesko Citadel         | + 0s     |
| 6. | Alexander Kristoff | UAE Team Emirates         | + 0s     |
| 7. | Michael Rice       | Hagens Berman Axeon       | + 0s     |
| 8. | Tyler Magner       | Rally Cycling             | + 0s     |
| 9. | Daniel McLay       | EF Education First-Drapac | + 0s     |
| 10. | Kiel Reijnen       | Trek-Segafredo            | + 0s     |

| \| Classificação geral \| Classificação geral \| Classificação geral \| Classificação geral \| Classificação geral \| \| Ciclista \| Ciclista \| Equipe \| Tempo \| \| \| ------------------- \| ---------------------- \| ------------------------- \| ------------------- \| ------------------- \| \| 1. \| Egan Bernal \| Team Sky \| 25h34m19s \| \| \| 2. \| Tejay van Garderen \| BMC Racing Team \| + 1m25s \| \| \| 3. \| Daniel Felipe Martínez \| EF Education First-Drapac \| + 2m14s \| \| \| 4. \| Adam Yates \| Mitchelton-Scott \| + 2m16s \| \| \| 5. \| Tao Geoghegan Hart \| Team Sky \| + 2m28s \| \| \| 6. \| Rafał Majka \| Bora-Hansgrohe \| + 3m01s \| \| \| 7. \| Brandon McNulty \| Rally Cycling \| + 3m28s \| \| \| 8. \| Laurens De Plus \| Quick-Step Floors \| + 3m50s \| \| \| 9. \| Kristijan Đurasek \| UAE Team Emirates \| + 3m59s \| \| \| 10. \| Mathias Frank \| AG2R La Mondiale \| + 4m01s \| \| |                        |                           |           |
| |                        |                           |           |
| Fonte: ProCyclingStats |                        |                           |           |
| Classificação geral |                        |                           |           |
| Ciclista | Ciclista               | Equipe                    | Tempo     |
| 1. | Egan Bernal            | Team Sky                  | 25h34m19s |
| 2. | Tejay van Garderen     | BMC Racing Team           | + 1m25s   |
| 3. | Daniel Felipe Martínez | EF Education First-Drapac | + 2m14s   |
| 4. | Adam Yates             | Mitchelton-Scott          | + 2m16s   |
| 5. | Tao Geoghegan Hart     | Team Sky                  | + 2m28s   |
| 6. | Rafał Majka            | Bora-Hansgrohe            | + 3m01s   |
| 7. | Brandon McNulty        | Rally Cycling             | + 3m28s   |
| 8. | Laurens De Plus        | Quick-Step Floors         | + 3m50s   |
| 9. | Kristijan Đurasek      | UAE Team Emirates         | + 3m59s   |
| 10. | Mathias Frank          | AG2R La Mondiale          | + 4m01s   |

## Classificações finais
As classificações finalizaram da seguinte forma:

### Classificação geral
| \| Classificação geral \| Classificação geral \| Classificação geral \| Classificação geral \| Classificação geral \| \| Ciclista \| Ciclista \| Equipe \| Tempo \| \| \| ------------------- \| ---------------------- \| ------------------------- \| ------------------- \| ------------------- \| \| 1. \| Egan Bernal \| Team Sky \| 25h34m19s \| \| \| 2. \| Tejay van Garderen \| BMC Racing Team \| + 1m25s \| \| \| 3. \| Daniel Felipe Martínez \| EF Education First-Drapac \| + 2m14s \| \| \| 4. \| Adam Yates \| Mitchelton-Scott \| + 2m16s \| \| \| 5. \| Tao Geoghegan Hart \| Team Sky \| + 2m28s \| \| \| 6. \| Rafał Majka \| Bora-Hansgrohe \| + 3m01s \| \| \| 7. \| Brandon McNulty \| Rally Cycling \| + 3m28s \| \| \| 8. \| Laurens De Plus \| Quick-Step Floors \| + 3m50s \| \| \| 9. \| Kristijan Đurasek \| UAE Team Emirates \| + 3m59s \| \| \| 10. \| Mathias Frank \| AG2R La Mondiale \| + 4m01s \| \| |                        |                           |           |
| |                        |                           |           |
| Fonte: ProCyclingStats |                        |                           |           |
| Classificação geral |                        |                           |           |
| Ciclista | Ciclista               | Equipe                    | Tempo     |
| 1. | Egan Bernal            | Team Sky                  | 25h34m19s |
| 2. | Tejay van Garderen     | BMC Racing Team           | + 1m25s   |
| 3. | Daniel Felipe Martínez | EF Education First-Drapac | + 2m14s   |
| 4. | Adam Yates             | Mitchelton-Scott          | + 2m16s   |
| 5. | Tao Geoghegan Hart     | Team Sky                  | + 2m28s   |
| 6. | Rafał Majka            | Bora-Hansgrohe            | + 3m01s   |
| 7. | Brandon McNulty        | Rally Cycling             | + 3m28s   |
| 8. | Laurens De Plus        | Quick-Step Floors         | + 3m50s   |
| 9. | Kristijan Đurasek      | UAE Team Emirates         | + 3m59s   |
| 10. | Mathias Frank          | AG2R La Mondiale          | + 4m01s   |

### Classificação por pontos
| Classificação por pontos | Classificação por pontos | Classificação por pontos | Classificação por pontos | Classificação por pontos |
| Ciclista                 | Ciclista                 | Equipe                   | Pontos                   |                          |
| ------------------------ | ------------------------ | ------------------------ | ------------------------ | ------------------------ |
| 1.                       | Fernando Gaviria         | Quick-Step Floors        | 45 pts                   |                          |
| 2.                       | Caleb Ewan               | Mitchelton-Scott         | 42 pts                   |                          |
| 3.                       | Egan Bernal              | Team Sky                 | 36 pts                   |                          |
| 4.                       | Peter Sagan              | Bora-Hansgrohe           | 32 pts                   |                          |
| 5.                       | Adam Yates               | Mitchelton-Scott         | 26 pts                   |                          |
| 6.                       | Toms Skujiņš             | Trek-Segafredo           | 18 pts                   |                          |
| 7.                       | Sean Bennett             | Hagens Berman Axeon      | 18 pts                   |                          |
| 8.                       | Max Walscheid            | Team Sunweb              | 15 pts                   |                          |
| 9.                       | Rafał Majka              | Bora-Hansgrohe           | 15 pts                   |                          |
| 10.                      | Alexander Kristoff       | UAE Team Emirates        | 13 pts                   |                          |

### Classificação da montanha
| Classificação da montanha | Classificação da montanha | Classificação da montanha | Classificação da montanha | Classificação da montanha |
| Ciclista                  | Ciclista                  | Equipe                    | Pontos                    |                           |
| ------------------------- | ------------------------- | ------------------------- | ------------------------- | ------------------------- |
| 1.                        | Toms Skujiņš              | Trek-Segafredo            | 34 pts                    |                           |
| 2.                        | Evan Huffman              | Rally Cycling             | 33 pts                    |                           |
| 3.                        | Egan Bernal               | Team Sky                  | 26 pts                    |                           |
| 4.                        | Adam Yates                | Mitchelton-Scott          | 20 pts                    |                           |
| 5.                        | Lawson Craddock           | EF Education First-Drapac | 18 pts                    |                           |
| 6.                        | Daniel Felipe Martínez    | EF Education First-Drapac | 13 pts                    |                           |
| 7.                        | Rafał Majka               | Bora-Hansgrohe            | 13 pts                    |                           |
| 8.                        | Antwan Tolhoek            | LottoNL-Jumbo             | 11 pts                    |                           |
| 9.                        | Mikaël Cherel             | AG2R La Mondiale          | 9 pts                     |                           |
| 10.                       | Tejay van Garderen        | BMC Racing Team           | 8 pts                     |                           |

### Classificação do melhor jovem
| Classificação dos jovens | Classificação dos jovens | Classificação dos jovens  | Classificação dos jovens | Classificação dos jovens |
| Ciclista                 | Ciclista                 | Equipe                    | Tempo                    |                          |
| ------------------------ | ------------------------ | ------------------------- | ------------------------ | ------------------------ |
| 1.                       | Egan Bernal              | Team Sky                  | 25h34m19s                |                          |
| 2.                       | Daniel Felipe Martínez   | EF Education First-Drapac | + 2m14s                  |                          |
| 3.                       | Tao Geoghegan Hart       | Team Sky                  | + 2m28s                  |                          |
| 4.                       | Brandon McNulty          | Rally Cycling             | + 3m28s                  |                          |
| 5.                       | Laurens De Plus          | Quick-Step Floors         | + 3m50s                  |                          |
| 6.                       | Edward Ravasi            | UAE Team Emirates         | + 6m11s                  |                          |
| 7.                       | Antwan Tolhoek           | LottoNL-Jumbo             | + 7m03s                  |                          |
| 8.                       | Ruben Guerreiro          | Trek-Segafredo            | + 7m05s                  |                          |
| 9.                       | Neilson Powless          | LottoNL-Jumbo             | + 7m25s                  |                          |
| 10.                      | Nicola Conci             | Trek-Segafredo            | + 8m07s                  |                          |

### Classificação por equipas
| Classificação por equipes | Classificação por equipes                | Classificação por equipes | Classificação por equipes |
| Equipe                    | Equipe                                   | Tempo                     |                           |
| ------------------------- | ---------------------------------------- | ------------------------- | ------------------------- |
| 1.                        | Sky                                      | 76h55m41s                 |                           |
| 2.                        | Trek-Segafredo                           | + 8m18s                   |                           |
| 3.                        | BMC Racing Team                          | + 9m26s                   |                           |
| 4.                        | UAE Team Emirates                        | + 10m35s                  |                           |
| 5.                        | Lotto NL-Jumbo                           | + 16m59s                  |                           |
| 6.                        | AG2R La Mondiale                         | + 19m24s                  |                           |
| 7.                        | Katusha-Alpecin                          | + 26m29s                  |                           |
| 8.                        | Hagens Berman Axeon                      | + 27m27s                  |                           |
| 9.                        | EF Education First-Drapac p/b Cannondale | + 34m44s                  |                           |
| 10.                       | Quick-Step Floors                        | + 34m47s                  |                           |

## Evolução das classificações
| Etapa                | Vencedor             | Classificação geral | Clasificacion por pontos | Classificação da montanha | Classificação dos jovens | Classificação por equipas | Prémio da combatividade |
| -------------------- | -------------------- | ------------------- | ------------------------ | ------------------------- | ------------------------ | ------------------------- | ----------------------- |
| 1.ª                  | Fernando Gaviria     | Fernando Gaviria    | Fernando Gaviria         | não se entregou           | Fernando Gaviria         | Mitchelton-Scott          | Tanner Putt             |
| 2.ª                  | Egan Bernal          | Egan Bernal         | Egan Bernal              | Egan Bernal               | Egan Bernal              | Trek-Segafredo            | Rubén Companioni        |
| 3.ª                  | Toms Skujiņš         | Egan Bernal         | Egan Bernal              | Egan Bernal               | Egan Bernal              | Trek-Segafredo            | Ian Garrison            |
| 4.ª                  | Tejay van Garderen   | Tejay van Garderen  | Egan Bernal              | Egan Bernal               | Egan Bernal              | BMC Racing                | Ian Garrison            |
| 5.ª                  | Fernando Gaviria     | Tejay van Garderen  | Caleb Ewan               | Egan Bernal               | Egan Bernal              | BMC Racing                | Fabian Lienhard         |
| 6.ª                  | Egan Bernal          | Egan Bernal         | Egan Bernal              | Toms Skujiņš              | Egan Bernal              | Sky                       | Lawson Craddock         |
| 7.ª                  | Fernando Gaviria     | Egan Bernal         | Fernando Gaviria         | Toms Skujiņš              | Egan Bernal              | Sky                       | Mikkel Bjerg            |
| Clasificações finais | Clasificações finais | Egan Bernal         | Fernando Gaviria         | Toms Skujiņš              | Egan Bernal              | Sky                       | não se entregou         |

## UCI World Ranking
A Volta à Califórnia outorga pontos para o UCI World Tour de 2018 e o UCI World Ranking, este último para corredores das equipas nas categorias UCI WorldTeam, Profissional Continental e Equipas Continentais. As seguintes tabelas mostram o baremo de pontuação e os 10 corredores que obtiveram mais pontos:
| Posição             | 1.º | 2.º | 3.º | 4.º | 5.º | 6.º | 7.º | 8.º | 9.º | 10.º | 11.º | 12.º | 13.º | 14.º | 15.º-20.º | 21.º-30.º | 31.º-50.º | 51.º-55.º | 56.º-60.º |
| Classificação geral | 300 | 250 | 215 | 175 | 120 | 115 | 95  | 75  | 60  | 50   | 40   | 35   | 30   | 25   | 20        | 12        | 5         | 2         | 1         |
| Por etapa           | 40  | 15  | 6   |     |     |     |     |     |     |      |      |      |      |      |           |           |           |           |           |
| Líder               | 6   |     |     |     |     |     |     |     |     |      |      |      |      |      |           |           |           |           |           |

| Classificação | Classificação          | Classificação             | Classificação | Classificação | Classificação | Classificação |
| Posição       | Ciclista               | Equipa                    | Geral         | Etapa         | Líder         | Total         |
| ------------- | ---------------------- | ------------------------- | ------------- | ------------- | ------------- | ------------- |
| 1.º           | Egan Bernal            | Sky                       | 300           | 80            | 18            | 398           |
| 2.º           | Tejay van Garderen     | BMC Racing                | 250           | 40            | 12            | 302           |
| 3.º           | Daniel Felipe Martínez | EF Education First-Drapac | 215           | -             | -             | 215           |
| 4.º           | Adam Yates             | Mitchelton-Scott          | 175           | 21            | -             | 196           |
| 5.º           | Tao Geoghegan Hart     | Sky                       | 120           | 12            | -             | 132           |
| 6.º           | Rafał Majka            | Bora-Hansgrohe            | 115           | 15            | -             | 130           |
| 7.º           | Fernando Gaviria       | Quick-Step Floors         | -             | 120           | 6             | 126           |
| 8.º           | Brandon McNulty        | Rally                     | 95            | -             | -             | 95            |
| 9.º           | Laurens De Plus        | Quick-Step Floors         | 75            | -             | -             | 75            |
| 10.º          | Kristijan Đurasek      | UAE Emirates              | 60            | -             | -             | 60            |